# پرچم رود آیلند
پرچم رود آیلند در ۳ فوریه ۲۰۱۴ پذیرفته شد.این پرچم دارای زمینه سفیداست که نشان آن دارای ستاره های زرد رنگ است.